# خوزه ماریا بلتران
خوزه ماریا بلتران (اسپانیایی: José María Beltrán‎؛ ۳ ژوئن ۱۸۹۸ – ۲۲ ژانویهٔ ۱۹۶۲) فیلم‌بردار، عکاس و نقاش اهل آرژانتین بود.
از فیلم‌ها یا مجموعه‌های تلویزیونی که وی در آن‌ها نقش داشته‌است، می‌توان به شبح‌بانو اشاره نمود.